# Rosellinia pepo
Rosellinia pepo är en svampart som beskrevs av Pat. 1908. Rosellinia pepo ingår i släktet Rosellinia och familjen kolkärnsvampar.   Inga underarter finns listade i Catalogue of Life.